# Ekhö monde miroir
Ekhö monde miroir est une série de bande dessinée scénarisée par Christophe Arleston et dessinée par Alessandro Barbucci, publiée depuis 2013 par Soleil.
Les albums sont également publiés en tirages spéciaux, noir et blanc grand format.

## Synopsis
Ekhö est un monde miroir de la Terre. On y retrouve nos villes, nos pays, mais légèrement différents : l'électricité n'existe pas, les dragons remplacent les avions de ligne, les voitures du métro sont sur le dos d'étranges mille-pattes... Mais le plus étonnant sont les Preshauns qui sous leurs airs de peluches formalistes, semblent tenir les rênes de ce monde...
Une étudiante, Fourmille, et Yuri son voisin de siège dans le 747 qui les amène de Paris à New York se retrouvent propulsés sur Ekhö. 
Avec son Agence artistique, elle fera des voyages pour des contrats ou des enquêtes comme à Paris, Hollywood, Barcelone, Rome, La Nouvelle-Orléans, Londres, New York encore une fois, Abidjan, Pékin, Mexico et enfin Copenhague.
En plus de ses aventures internationales, Fourmille devra aussi faire face à ses sentiments qui seront mis à l'épreuve.

## Personnages
Fourmille Gratule
Fourmille a 21 ans, elle est étudiante en histoire de l'art, elle est en route pour New York pour voir une exposition sur Le Caravage. Elle est propulsée sur Ekhö afin de recevoir l'héritage de sa tante. Elle se retrouve à la tête d'une agence artistique et découvre qu'elle peut être possédée par les âmes des morts.
Yuri Podrov
Yuri a 39 ans et c'est un geek. Il s'agit du voisin de siège de Fourmille dans l'avion le menant à New York, il se retrouve malgré lui entraîné sur Ekhö. Yuri risque de ne pas être indifférent face sa voisine de l'avion.
Sigisbert de Montafiume
Preshaun, il apparaît à Fourmille dans l'avion pour lui annoncer qu'elle hérite de sa tante, que tous croyaient morte, mais qui résidait sur Ekhö. Il guidera Fourmille et Yuri au cours de leurs aventures.
Grace Lumumba
Native d'Ekhö, elle est la fidèle secrétaire de l'Agence Gratule. Elle est à ses heures perdues la strip-teaseuse Yumma.

## Albums
- 1 New-York, Soleil,  (ISBN 978-2-302-02436-6), 13 mars 2013
Scénario : Christophe Arleston - Dessin : Alessandro Barbucci - Couleurs : Nolwenn Lebreton
- 2 Paris Empire, Soleil,  (ISBN 978-2-302-03155-5), 13 novembre 2013
Scénario : Christophe Arleston - Dessin : Alessandro Barbucci - Couleurs : Nolwenn Lebreton
- 3 Hollywood Boulevard, Soleil,  (ISBN 978-2-302-04246-9), 5 novembre 2014
Scénario : Christophe Arleston - Dessin : Alessandro Barbucci - Couleurs : Nolwenn Lebreton
- 4 Barcelona, Soleil,  (ISBN 978-2-302-04744-0), 2 septembre 2015
Scénario : Christophe Arleston - Dessin : Alessandro Barbucci - Couleurs : Nolwenn Lebreton
- 5 Le Secret des Preshauns, Soleil,  (ISBN 978-2-302-05189-8), 25 mai 2016
Scénario : Christophe Arleston - Dessin : Alessandro Barbucci - Couleurs : Nolwenn Lebreton
- 6 Deep South, Soleil,  (ISBN 978-2-3020-5583-4), 21 avril 2017
Scénario : Christophe Arleston - Dessin : Alessandro Barbucci - Couleurs : Nolwenn Lebreton
- 7 Swinging London, Soleil,  (ISBN 978-2-302-06302-0), 22 novembre 2017
Scénario : Christophe Arleston - Dessin : Alessandro Barbucci - Couleurs : Nolwenn Lebreton
- 8 La Sirène de Manhattan, Soleil,  (ISBN 978-2-302-06985-5), 29 août 2018
Scénario : Christophe Arleston - Dessin : Alessandro Barbucci - Couleurs : Nolwenn Lebreton
- 9 Abidjan-Nairobi Express, Soleil,  (ISBN 978-2-302-07879-6), 13 novembre 2019
Scénario : Christophe Arleston - Dessin : Alessandro Barbucci - Couleurs : Nolwenn Lebreton
- 10 Le Spectre de Pékin, Soleil Productions, 12 novembre 2020
Scénario : Christophe Arleston - Dessin : Alessandro Barbucci - Couleurs : Nolwenn Lebreton
- 11 Hot Tabaaasco, Soleil Productions, 22 juin 2022
Scénario : Christophe Arleston - Dessin : Alessandro Barbucci - Couleurs : Nolwenn Lebreton
- 12 La Walkyrie des fjords, Soleil,  (ISBN 978-2-302-09639-4), 23 août 2023
Scénario : Christophe Arleston - Dessin : Alessandro Barbucci - Couleurs : Nolwenn Lebreton